# Christer Ström
Christer Ström (1º dicembre 1956) è un ex siepista svedese.

## Palmarès
| Anno | Manifestazione   | Sede  | Evento       | Risultato | Prestazione | Note                          |
| ---- | ---------------- | ----- | ------------ | --------- | ----------- | ----------------------------- |
| 1975 | Europei juniores | Atene | 2000 m siepi | Bronzo    | 5'37"4      | Miglior prestazione personale |
| 1978 | Europei          | Praga | 1500 m piani | Batteria  | 8'53"8      |                               |

## Campionati nazionali
1976
- Argento ai campionati svedesi, 3000 m siepi

1977
- Bronzo ai campionati svedesi, 3000 m siepi

1978
- Bronzo ai campionati svedesi, 3000 m siepi

1980
- Oro ai campionati svedesi, 3000 m siepi
- Argento ai campionati svedesi di corsa campestre

## Altre competizioni internazionali[1]
1978
- 8º all'ISTAF Berlin ( Berlino), 3000 m siepi - 8'30"90